# Metztli

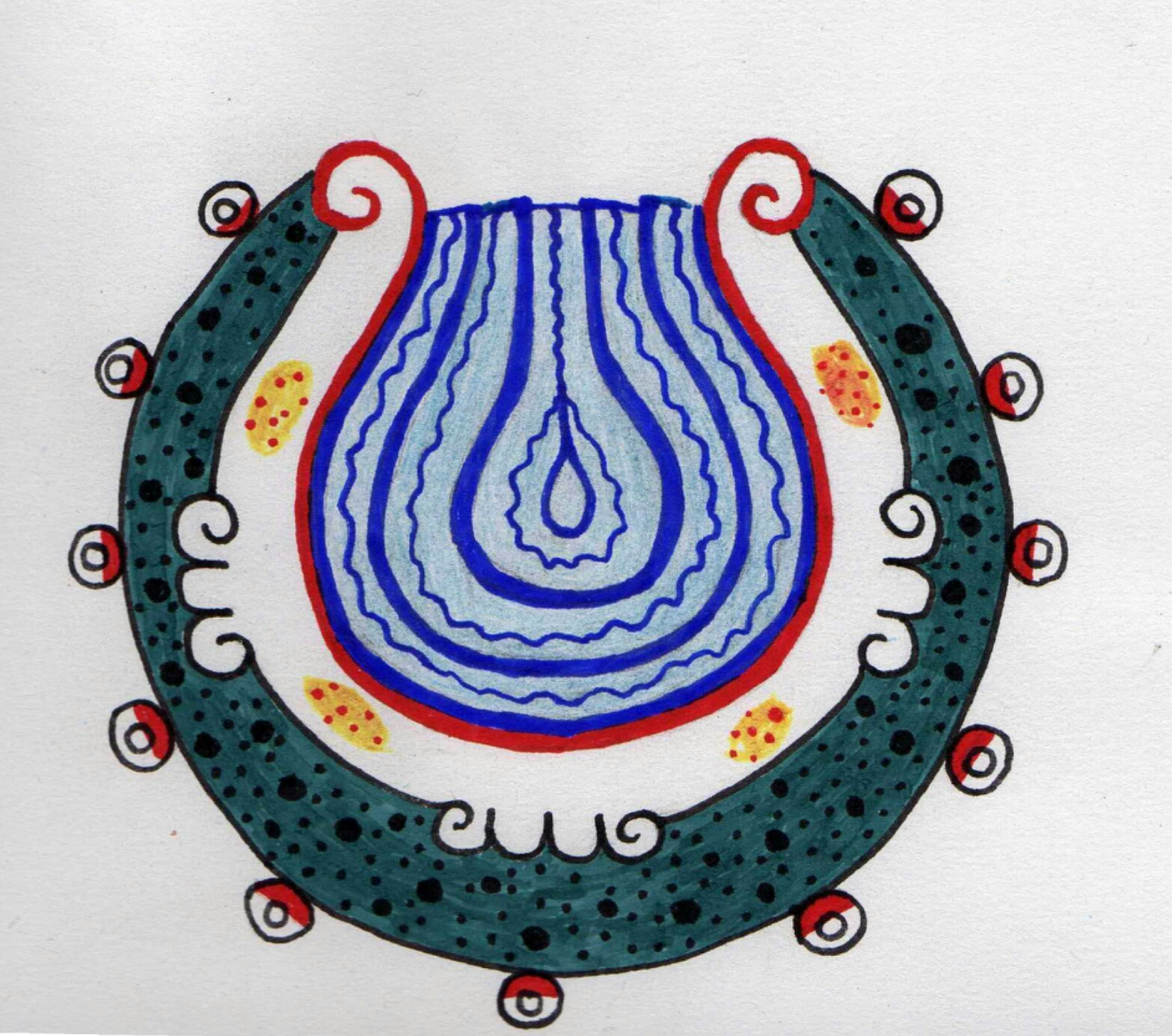
Otra representación de la Luna.

Meztli, Metzti o Metzi (del náhuatl: Mētstli ‘la luna’), también llamada Ixchel, en la mitología mexica es el nombre dado al dios que se convirtió en la diosa de la Luna. En las culturas nativas de América las deidades nativas eran asociadas a elementos del entorno. La imagen de la deidad superior era representada, en algunas ocasiones, por el Sol; y la figura femenina, por la Luna. La relación de los nombres no es nada extraño en las distintas culturas indígenas, además se le asociaba una mascota serpiente que en su estómago llevaba el agua del cielo. Por lo que se sabe del amplio conocimiento de la cultura maya, ya era conocido el efecto gravitatorio de la luna y su influencia sobre las mareas en la tierra ; Metzi tenía la facultad de dominar el agua sobre el planeta por medio de la serpiente, con la cual mandaba tormentas o inundaciones; su figura representaba también el amor materno.
El calendario maya estaba basado en las fases de la luna, su influencia era muy grande sobre la cultura, se le asociaba con la muerte por los efectos de los desastres asociados con el agua, pero su bondad era dada por ser la patrona de la preñez y se decía que inventó el arte de tejer. Su figura era representada siempre con una falda con huesos cruzados bordados, en representación de la muerte por sus castigos aplicados en los desastres naturales acuíferos. De su nombre se pudo haber extraído el lexema que derivaría en México.